# Maïdan (film)
Pour les articles homonymes, voir Maïdan.
Pour plus de détails, voir Fiche technique et Distribution.
Maïdan (Майдан, Maidan) est un film ukrainien réalisé par Sergei Loznitsa et sorti en 2014.

## Synopsis
Le film propose un regard sur l'Euromaïdan, crise qui secoue l'Ukraine de 2013 à 2014.

## Fiche technique
- Titre : Maïdan
- Titre original : Майдан (Maidan)
- Réalisation : Sergei Loznitsa
- Photographie : Sergei Loznitsa et Serhiy Stetsenko
- Montage : Danielius Kokanauskis et Sergei Loznitsa
- Production : Maria Baker-Choustova et Sergei Loznitsa
- Société de production : Atoms & Void
- Société de distribution : Art et essai Traffic (Ukraine) ; ARP Sélection (France)
- Pays :  Ukraine et  Pays-Bas
- Genre : Documentaire
- Durée : 134 minutes
- Dates de sortie : 
  -  Ukraine : 24 juillet 2014
  -  France : 23 mai 2014

## Accueil
- Le film reçoit un accueil favorable de la critique. Il obtient un score moyen de 86 % sur Metacritic[1].
- Pour Jacques Mandelbaum[2] : « Raté, le documentaire de Sergei Loznitsa sur la révolte ukrainienne, présenté en séance spéciale à Cannes, fait le pari de l'effusion »».